# Margareta Arvidsson
Margareta Arvidsson (Venersburgo, 12 de outubro de 1947) é uma rainha da beleza sueca, coroada como Miss Universo 1966 aos 18 anos , em Miami Beach, Estados Unidos. Foi a segunda sueca a vencer o concurso, onze anos depois de Hillevi Rombin,Miss Universo 1955.

## Miss Universo
Depois de vencer o Miss Suécia, Margareta foi para os EUA, onde tornou-se uma favorita do público e da imprensa durante as preliminares do concurso, não apenas por sua beleza - também ganhou o prêmio de Miss Fotogenia - mas por sua coleção de roupas, coloridas e representando a última tendência da moda na Europa.[ligação inativa]
Em 16 de julho de 1966, ela foi eleita Miss Universo como uma das vencedoras mais relutantes em aceitar a coroa. Aos 18 anos, não queria o título e durante a competição tinha pedido aos organizadores para voltar para casa porque estava cansada e com saudades da família.[ligação inativa] Outro dos motivos alegado, é que não queria passar um ano inteiro numa 'prisão', sendo acompanhada por uma governanta da organização onde quer que fosse. Quando foi coroada, Margareta chorou mais de desespero com a situação do que de emoção.[ligação inativa]
Já tendo declarado desde a véspera da final que não queria o título, sua disposição, porém, mudou quando, sentada no trono, ouviu da segunda colocada, Satu Östring, da Finlândia, que ela se decidisse ali mesmo, pois se Margareta não queria o título, ela, Satu, queria, pois "tinha ido a Miami para vencer".[ligação inativa] A partir dali sua disposição mudou, e no dia seguinte, perguntada pela imprensa sobre o fato, declarou que não se lembrava de nada da véspera e estava pronta para assumir as funções de Miss Universo.
Sua acompanhante-governante durante o mandato, Anamaria Cumba, escreveu em seu livro posterior, The World of Miss Universe, que Margareta acabou se transformando, ao longo do reinado, numa soberba Miss Universo.[ligação inativa]

## Vida posterior
Depois do ano de reinado, ela foi contratada pela Ford Models americana e tormou-se uma das maiores modelos do mundo nos anos 60 e 70. Foi casada por nove anos com o fotógrafo brasileiro Otto Stupakoff  e tiveram dois filhos dessa união.